# Falkenstein (Pfronten)
Der Falkenstein ist ein 1270 m ü. NHN hoher Berg im Falkensteinkamm der Allgäuer Alpen auf dem Gebiet der Gemeinde Pfronten im Landkreis Ostallgäu.

## Lage und Umgebung
Auf dem Berg befindet sich die Burgruine Falkenstein, die König Ludwig II. zu einem Schloss umbauen wollte. Von dort bietet sich eine Aussicht auf das unterhalb liegende Vilstal und die Gipfel der Tannheimer Gruppe. Unterhalb des Gipfels befindet sich das Burghotel Falkenstein und etwas tiefer das Berghotel Schlossanger Alp. Zu den Hotels führt eine Fahrstraße.

## Geotop
Die Mariengrotte ist vom Bayerischen Landesamt für Umwelt als wertvolles Geotop (Geotop-Nummer: 777H001) ausgewiesen.

## Trivia
Auf dem Wappen der Gemeinde Pfronten wird der Berg dargestellt.